# Énencourt-Léage
 Énencourt-Léage  es una comuna y población de Francia, en la región de Picardía, departamento de Oise, en el distrito de Beauvais y cantón de Chaumont-en-Vexin.
Su población en el censo de 1999 era de 115 habitantes.
Está integrada en la Communauté de communes du Vexin Thelle.
- Datos: Q1161342
- Multimedia: Énencourt-Léage / Q1161342

1. ↑  Worldpostalcodes.org, código postal n.º 60590.
2. ↑  INSEE, Datos de población para el año 2012 de Énencourt-Léage (en francés).